# Élections régionales françaises de 1986
Les élections régionales françaises du 16 mars 1986 – les premières depuis la création des régions en tant que collectivités territoriales – voient vingt régions métropolitaines sur vingt-deux remportées par la droite :
- six régions par le RPR ;
- six régions par l'UDF-Parti républicain ;
- six régions par l'UDF-Centre des démocrates sociaux ;
- une région par l'UDF-Parti radical ;
- une région par l'UDF-Parti social-démocrate.

En France métropolitaine, deux régions sont remportées par le Parti socialiste : le Nord-Pas-de-Calais et le Limousin. Plusieurs candidats de droite sont élus président de conseil régional avec les voix du Front national.
Elles se tiennent le même jour que les élections législatives à scrutin proportionnel.

## Résultats nationaux
| Nuance de la liste ou coalition | Nuance de la liste ou coalition    | Tour unique | Tour unique | Sièges | Sièges |
| Nuance de la liste ou coalition | Nuance de la liste ou coalition    | Voix        | %           | Nombre | %      |
| ------------------------------- | ---------------------------------- | ----------- | ----------- | ------ | ------ |
|                                 | Liste commune UDF–RPR              | 5 537 758   | 20,24       | 787    | 43,29  |
|                                 | Rassemblement pour la République   | 2 799 056   | 10,23       | 787    | 43,29  |
|                                 | Union pour la démocratie française | 2 450 775   | 8,96        | 787    | 43,29  |
|                                 | Divers droite                      | 1 422 413   | 5,20        | 67     | 3,69   |
|                                 | Droite parlementaire               | 12 210 002  | 44,62       | 854    | 46,97  |
|                                 |                                    |             |             |        |        |
|                                 | Parti socialiste                   | 8 038 456   | 29,38       | 585    | 32,18  |
|                                 | Parti communiste français          | 2 794 287   | 10,21       | 173    | 9,52   |
|                                 | Divers gauche                      | 583 392     | 2,14        | 27     | 1,49   |
|                                 | Gauche parlementaire               | 11 416 135  | 41,72       | 785    | 43,18  |
|                                 |                                    |             |             |        |        |
|                                 | Front national                     | 2 675 885   | 9,78        | 133    | 7,32   |
|                                 | Les Verts                          | 667 723     | 2,44        | 3      | 0,17   |
|                                 | Lutte ouvrière                     | 305 212     | 1,12        | 0      | 0,00   |
|                                 | Divers                             | 87 319      | 0,32        | 1      | 0,06   |
|                                 |                                    |             |             |        |        |
| Inscrits                        | Inscrits                           | 36 564 182  | 100,00      |        |        |
| Abstentions                     | Abstentions                        | 7 946 381   | 21,73       |        |        |
| Votants                         | Votants                            | 28 617 801  | 78,27       | 100,00 |        |
| Blancs et nuls                  | Blancs et nuls                     | 1 255 525   | 3,43        | 4,39   |        |
| Exprimés                        | Exprimés                           | 27 362 276  | 74,83       | 95,61  |        |

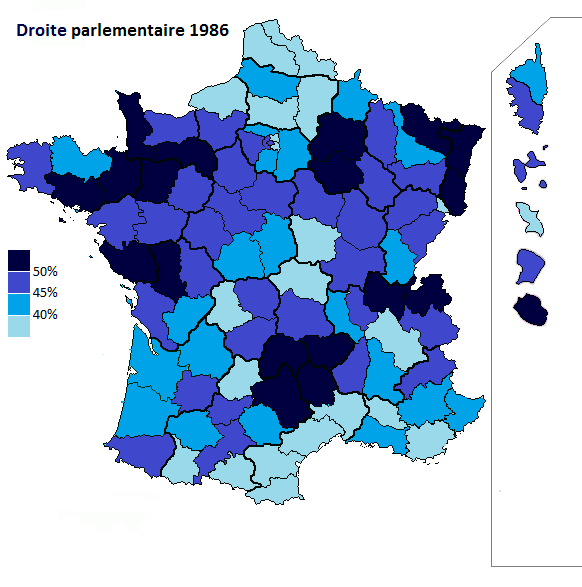
Résultats électoraux de la droite parlementaire par département.
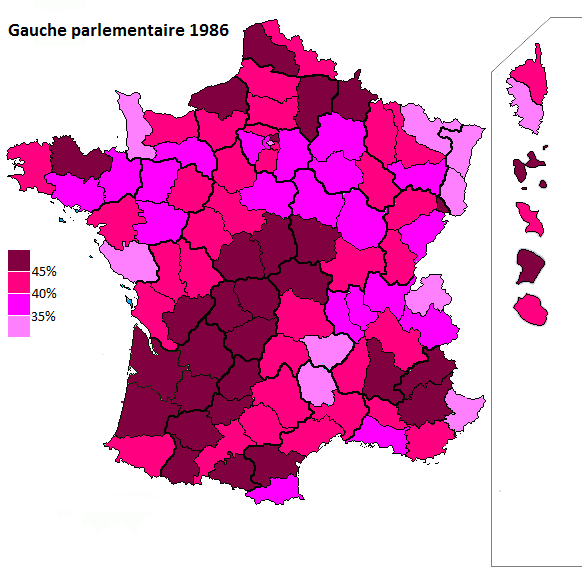
Résultats électoraux de la gauche parlementaire par département.
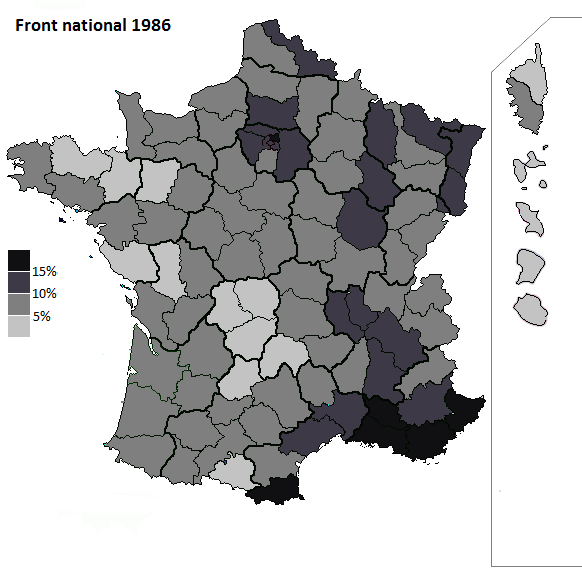
Résultats électoraux du Front national par département.

## Résultats par région
| Région                     | Région                     | Président sortant        | Parti | Parti | Président élu            | Parti | Parti |
| -------------------------- | -------------------------- | ------------------------ | ----- | ----- | ------------------------ | ----- | ----- |
| Alsace                     | Alsace                     | Marcel Rudloff           |       | UDF   | Marcel Rudloff           |       | UDF   |
| Aquitaine                  | Aquitaine                  | Jacques Chaban-Delmas    |       | RPR   | Jacques Chaban-Delmas    |       | RPR   |
| Auvergne                   | Auvergne                   | Maurice Pourchon         |       | PS    | Valéry Giscard d'Estaing |       | UDF   |
| Basse-Normandie            | Basse-Normandie            | Michel d'Ornano          |       | UDF   | René Garrec              |       | UDF   |
| Bourgogne                  | Bourgogne                  | Marcel Lucotte           |       | UDF   | Marcel Lucotte           |       | UDF   |
| Bretagne                   | Bretagne                   | Raymond Marcellin        |       | UDF   | Yvon Bourges             |       | RPR   |
| Centre                     | Centre                     | Maurice Dousset          |       | UDF   | Maurice Dousset          |       | UDF   |
| Champagne-Ardenne          | Champagne-Ardenne          | Bernard Stasi            |       | UDF   | Bernard Stasi            |       | UDF   |
| Corse                      | Corse                      | Jean-Paul de Rocca Serra |       | RPR   | Jean-Paul de Rocca Serra |       | RPR   |
| Franche-Comté              | Franche-Comté              | Edgar Faure              |       | UDF   | Edgar Faure              |       | UDF   |
| Haute-Normandie            | Haute-Normandie            | Roger Fossé              |       | RPR   | Roger Fossé              |       | RPR   |
| Île-de-France              | Île-de-France              | Michel Giraud            |       | RPR   | Michel Giraud            |       | RPR   |
| Languedoc-Roussillon       | Languedoc-Roussillon       | Robert Capdeville        |       | PS    | Jacques Blanc            |       | UDF   |
| Limousin                   | Limousin                   | Louis Longequeue         |       | PS    | Robert Savy              |       | PS    |
| Lorraine                   | Lorraine                   | Jean-Marie Rausch        |       | UDF   | Jean-Marie Rausch        |       | UDF   |
| Midi-Pyrénées              | Midi-Pyrénées              | Alex Raymond             |       | PS    | Dominique Baudis         |       | UDF   |
| Nord-Pas-de-Calais         | Nord-Pas-de-Calais         | Noël Josèphe             |       | PS    | Noël Josèphe             |       | PS    |
| Pays de la Loire           | Pays de la Loire           | Olivier Guichard         |       | RPR   | Olivier Guichard         |       | RPR   |
| Picardie                   | Picardie                   | Charles Baur             |       | UDF   | Charles Baur             |       | UDF   |
| Poitou-Charentes           | Poitou-Charentes           | René Monory              |       | UDF   | Louis Fruchard           |       | UDF   |
| Provence-Alpes-Côte d'Azur | Provence-Alpes-Côte d'Azur | Michel Pezet             |       | PS    | Jean-Claude Gaudin       |       | UDF   |
| Rhône-Alpes                | Rhône-Alpes                | Charles Béraudier        |       | UDF   | Charles Béraudier        |       | UDF   |
| Guadeloupe                 | Guadeloupe                 | José Moustache           |       | RPR   | Félix Proto              |       | PS    |
| Guyane                     | Guyane                     | Georges Othily           |       | PSG   | Georges Othily           |       | PSG   |
| Martinique                 | Martinique                 | Aimé Césaire             |       | PPM   | Camille Darsières        |       | PPM   |
| La Réunion                 | La Réunion                 | Mario Hoarau             |       | PCR   | Pierre Lagourgue         |       | UDF   |

### Métropole

#### Alsace
| Partis         | Partis         | Voix           | Voix      | Sièges (47) | Sièges (47) |
| Partis         | Partis         | #              | %         | #           | %           |
| -------------- | -------------- | -------------- | --------- | ----------- | ----------- |
|                | UDF            | 210 247        | 28,26     | 27          | 57,45       |
|                | RPR            | 138 396        | 18,60     | 27          | 57,45       |
|                | Divers droite  | 47 744         | 6,42      | 27          | 57,45       |
|                | PS             | 145 009        | 19,49     | 11          | 23,40       |
|                | Divers gauche  | 24 631         | 3,31      | 11          | 23,40       |
|                | PCF            | 15 126         | 2,03      | 11          | 23,40       |
|                | Front national | 96 882         | 13,02     | 7           | 14,89       |
|                | Les Verts      | 45 069         | 6,06      | 2           | 4,26        |
|                | LO             | 20 837         | 2,80      |             |             |
| Inscrits       | Inscrits       | Inscrits       | 1 037 551 | 100,00      |             |
| Abstentions    | Abstentions    | Abstentions    | 240 115   | 23,14       |             |
| Votants        | Votants        | Votants        | 797 436   | 76,86       |             |
| Blancs et nuls | Blancs et nuls | Blancs et nuls | 53 491    | 6,71        |             |
| Exprimés       | Exprimés       | Exprimés       | 743 945   | 93,29       |             |

#### Aquitaine
| Partis         | Partis         | Voix           | Voix      | Sièges (85) | Sièges (85) |
| Partis         | Partis         | #              | %         | #           | %           |
| -------------- | -------------- | -------------- | --------- | ----------- | ----------- |
|                | PS             | 514 410        | 34,78     | 40          | 48,19       |
|                | PCF            | 136 121        | 9,20      | 40          | 48,19       |
|                | Divers gauche  | 39 123         | 2,65      | 40          | 48,19       |
|                | MRG            | 12 984         | 0,88      | 40          | 48,19       |
|                | UDF-RPR        | 612 507        | 41,41     | 39          | 46,99       |
|                | Divers droite  | 35 443         | 2,40      | 39          | 46,99       |
|                | Front national | 103 757        | 7,01      | 4           | 4,82        |
|                | LO             | 14 061         | 0,95      |             |             |
|                | Divers         | 10 722         | 0,72      |             |             |
| Inscrits       | Inscrits       | Inscrits       | 1 926 640 | 100,00      |             |
| Abstentions    | Abstentions    | Abstentions    | 374 497   | 19,44       |             |
| Votants        | Votants        | Votants        | 1 552 143 | 80,56       |             |
| Blancs et nuls | Blancs et nuls | Blancs et nuls | 73 015    | 4,70        |             |
| Exprimés       | Exprimés       | Exprimés       | 1 479 128 | 95,30       |             |

#### Auvergne
| Partis         | Partis         | Voix           | Voix    | Sièges (47) | Sièges (47) |
| Partis         | Partis         | #              | %       | #           | %           |
| -------------- | -------------- | -------------- | ------- | ----------- | ----------- |
|                | UDF-RPR        | 338 018        | 46,52   | 26          | 55,32       |
|                | PS             | 223 743        | 30,79   | 19          | 40,43       |
|                | PCF            | 81 286         | 11,19   | 19          | 40,43       |
|                | MRG            | 13 562         | 1,87    | 19          | 40,43       |
|                | Front national | 43 106         | 5,93    | 2           | 4,30        |
|                | Les Verts      | 12 946         | 1,78    |             |             |
|                | Divers droite  | 6 087          | 0,84    |             |             |
|                | LO             | 4 070          | 0,56    |             |             |
|                | Divers gauche  | 3 781          | 0,52    |             |             |
| Inscrits       | Inscrits       | Inscrits       | 946 332 | 100,00      |             |
| Abstentions    | Abstentions    | Abstentions    | 187 013 | 19,76       |             |
| Votants        | Votants        | Votants        | 759 319 | 80,24       |             |
| Blancs et nuls | Blancs et nuls | Blancs et nuls | 32 720  | 4,31        |             |
| Exprimés       | Exprimés       | Exprimés       | 726 599 | 95,69       |             |

#### Basse-Normandie
| Partis         | Partis         | Voix           | Voix    | Sièges (45) | Sièges (45) |
| Partis         | Partis         | #              | %       | #           | %           |
| -------------- | -------------- | -------------- | ------- | ----------- | ----------- |
|                | UDF-RPR        | 316 199        | 44,95   | 25          | 56,67       |
|                | Divers droite  | 43 003         | 6,11    | 25          | 56,67       |
|                | PS             | 179 782        | 25,56   | 16          | 35,56       |
|                | Divers gauche  | 44 368         | 6,31    | 16          | 35,56       |
|                | PCF            | 36 564         | 5,20    | 16          | 35,56       |
|                | Front national | 51 193         | 7,28    | 3           | 6,67        |
|                | Les Verts      | 31 573         | 4,49    | 1           | 2,22        |
|                | LO             | 750            | 0,11    |             |             |
| Inscrits       | Inscrits       | Inscrits       | 954 590 | 100,00      |             |
| Abstentions    | Abstentions    | Abstentions    | 211 897 | 22,20       |             |
| Votants        | Votants        | Votants        | 742 693 | 77,80       |             |
| Blancs et nuls | Blancs et nuls | Blancs et nuls | 39 261  | 5,29        |             |
| Exprimés       | Exprimés       | Exprimés       | 703 432 | 94,71       |             |

#### Bourgogne
| Partis         | Partis         | Voix           | Voix      | Sièges (55) | Sièges (55) |
| Partis         | Partis         | #              | %         | #           | %           |
| -------------- | -------------- | -------------- | --------- | ----------- | ----------- |
|                | UDF-RPR        | 219 034        | 27,39     | 28          | 50,91       |
|                | RPR            | 64 548         | 8,07      | 28          | 50,91       |
|                | UDF            | 63 800         | 7,98      | 28          | 50,91       |
|                | Divers droite  | 19 769         | 2,47      | 28          | 50,91       |
|                | PS             | 253 980        | 31,75     | 24          | 43,64       |
|                | PCF            | 74 775         | 9,35      | 24          | 43,64       |
|                | Divers gauche  | 20 472         | 2,56      | 24          | 43,64       |
|                | Front national | 67 369         | 8,43      | 3           | 5,45        |
|                | LO             | 10 280         | 1,29      |             |             |
|                | Les Verts      | 5 775          | 0,72      |             |             |
| Inscrits       | Inscrits       | Inscrits       | 1 092 633 | 100,00      |             |
| Abstentions    | Abstentions    | Abstentions    | 253 734   | 23,22       |             |
| Votants        | Votants        | Votants        | 838 899   | 76,78       |             |
| Blancs et nuls | Blancs et nuls | Blancs et nuls | 39 267    | 4,65        |             |
| Exprimés       | Exprimés       | Exprimés       | 799 902   | 95,35       |             |

#### Bretagne
| Partis         | Partis           | Voix           | Voix      | Sièges (81) | Sièges (81) |
| Partis         | Partis           | #              | %         | #           | %           |
| -------------- | ---------------- | -------------- | --------- | ----------- | ----------- |
|                | RPR-UDF          | 317 863        | 21,07     | 45          | 55,56       |
|                | UDF              | 233 069        | 15,45     | 45          | 55,56       |
|                | RPR              | 112 749        | 7,47      | 45          | 55,56       |
|                | Divers droite    | 87 118         | 5,77      | 45          | 55,56       |
|                | Parti socialiste | 491 840        | 32,60     | 34          | 41,98       |
|                | PCF              | 106 018        | 7,03      | 34          | 41,98       |
|                | Front national   | 76 048         | 5,04      | 2           | 2,47        |
|                | Les Verts        | 35 591         | 2,36      |             |             |
|                | Divers           | 23 662         | 1,57      |             |             |
|                | LO               | 14 232         | 0,94      |             |             |
|                | Divers gauche    | 10 402         | 0,69      |             |             |
| Inscrits       | Inscrits         | Inscrits       | 1 976 304 | 100,00      |             |
| Abstentions    | Abstentions      | Abstentions    | 397 583   | 20,12       |             |
| Votants        | Votants          | Votants        | 1 578 721 | 79,81       |             |
| Blancs et nuls | Blancs et nuls   | Blancs et nuls | 70 129    | 4,44        |             |
| Exprimés       | Exprimés         | Exprimés       | 1 508 592 | 95,56       |             |

#### Centre
| Partis         | Partis         | Voix           | Voix      | Sièges (75) | Sièges (75) |
| Partis         | Partis         | #              | %         | #           | %           |
| -------------- | -------------- | -------------- | --------- | ----------- | ----------- |
|                | UDF-RPR        | 315 353        | 26,80     | 38          | 50,67       |
|                | Divers droite  | 197 549        | 16,79     | 38          | 50,67       |
|                | RPR            | 16 795         | 1,43      | 38          | 50,67       |
|                | UDF            | 14 758         | 1,25      | 38          | 50,67       |
|                | PS             | 366 403        | 31,14     | 34          | 45,33       |
|                | PCF            | 131 216        | 11,15     | 34          | 45,33       |
|                | Divers gauche  | 22 811         | 1,94      | 34          | 45,33       |
|                | Front national | 98 971         | 8,41      | 3           | 4,00        |
|                | LO             | 9 685          | 0,82      |             |             |
|                | Les Verts      | 2 978          | 0,25      |             |             |
| Inscrits       | Inscrits       | Inscrits       | 1 570 699 | 100,00      |             |
| Abstentions    | Abstentions    | Abstentions    | 327 096   | 20,82       |             |
| Votants        | Votants        | Votants        | 1 243 603 | 79,18       |             |
| Blancs et nuls | Blancs et nuls | Blancs et nuls | 67 084    | 5,39        |             |
| Exprimés       | Exprimés       | Exprimés       | 1 176 519 | 94,61       |             |

#### Champagne-Ardenne
| Partis         | Partis         | Voix           | Voix    | Sièges (47) | Sièges (47) |
| Partis         | Partis         | #              | %       | #           | %           |
| -------------- | -------------- | -------------- | ------- | ----------- | ----------- |
|                | UDF-RPR        | 169 564        | 26,47   | 23          | 48,93       |
|                | RPR            | 57 282         | 8,94    | 23          | 48,93       |
|                | UDF            | 42 608         | 6,65    | 23          | 48,93       |
|                | Divers droite  | 42 146         | 6,58    | 23          | 48,93       |
|                | PS             | 190 086        | 29,68   | 19          | 40,43       |
|                | PCF            | 70 920         | 11,07   | 19          | 40,43       |
|                | Front national | 61 464         | 9,60    | 5           | 10,64       |
|                | Les Verts      |                | 1,01    |             |             |
| Inscrits       | Inscrits       | Inscrits       | 880 818 | 100,00      |             |
| Abstentions    | Abstentions    | Abstentions    | 209 007 | 23,73       |             |
| Votants        | Votants        | Votants        | 671 811 | 76,27       |             |
| Blancs et nuls | Blancs et nuls | Blancs et nuls | 31 272  | 4,65        |             |
| Exprimés       | Exprimés       | Exprimés       | 640 539 | 95,35       |             |

#### Corse
| Partis         | Partis         | Voix           | Voix    | Sièges (61) | Sièges (61) |
| Partis         | Partis         | #              | %       | #           | %           |
| -------------- | -------------- | -------------- | ------- | ----------- | ----------- |
|                | RPR-UDF        | 23 915         | 15,33   |             |             |
|                | Divers droite  | 22 625         | 14,50   |             |             |
|                | RPR            | 16 532         | 10,60   |             |             |
|                | UDF            | 8 989          | 5,76    |             |             |
|                | Divers gauche  | 28 105         | 18,01   |             |             |
|                | PCF            | 12 638         | 8,10    |             |             |
|                | Divers gauche  | 12 168         | 7,80    |             |             |
|                | PS             | 7 588          | 4,86    |             |             |
|                | Divers         | 13 997         | 8,97    |             |             |
|                | Front national | 9 470          | 6,07    |             |             |
| Inscrits       | Inscrits       | Inscrits       | 207 162 | 100,00      |             |
| Abstentions    | Abstentions    | Abstentions    | 48 127  | 23,23       |             |
| Votants        | Votants        | Votants        | 159 035 | 76,77       |             |
| Blancs et nuls | Blancs et nuls | Blancs et nuls | 3 008   | 1,89        |             |
| Exprimés       | Exprimés       | Exprimés       | 156 027 | 98,11       |             |

En raison de multiples irrégularités dans plusieurs bureaux de vote de Bastia, le Conseil d'État annule l'élection en Haute-Corse. Le Conseil constitutionnel avait déjà annulé les consultations législatives du département pour les mêmes raisons.
Une élection partielle se tient le 22 mars 1987.

#### Franche-Comté
| Partis         | Partis         | Voix           | Voix    | Sièges (43) | Sièges (43) |
| Partis         | Partis         | #              | %       | #           | %           |
| -------------- | -------------- | -------------- | ------- | ----------- | ----------- |
|                | RPR-UDF        | 226 808        | 40,65   | 19          | 44,19       |
|                | Divers droite  | 21 896         | 3,92    | 19          | 44,19       |
|                | PS             | 189 640        | 33,99   | 20          | 46,51       |
|                | PCF            | 38 437         | 6,89    | 20          | 46,51       |
|                | Divers gauche  | 3 510          | 0,63    | 20          | 46,51       |
|                | Front national | 53 391         | 9,57    | 4           | 9,30        |
|                | Les Verts      | 16 684         | 3,02    |             |             |
|                | LO             | 7 397          | 1,33    |             |             |
| Inscrits       | Inscrits       | Inscrits       | 724 747 | 100,00      |             |
| Abstentions    | Abstentions    | Abstentions    | 141 393 | 19,51       |             |
| Votants        | Votants        | Votants        | 583 354 | 80,49       |             |
| Blancs et nuls | Blancs et nuls | Blancs et nuls | 25 411  | 4,36        |             |
| Exprimés       | Exprimés       | Exprimés       | 557 943 | 95,64       |             |

#### Haute-Normandie
| Partis         | Partis         | Voix           | Voix      | Sièges (53) | Sièges (53) |
| Partis         | Partis         | #              | %         | #           | %           |
| -------------- | -------------- | -------------- | --------- | ----------- | ----------- |
|                | PS             | 278 770        | 33,88     | 26          | 49,06       |
|                | PCF            | 93 315         | 11,34     | 26          | 49,06       |
|                | Divers gauche  | 8 415          | 1,02      | 26          | 49,06       |
|                | RPR-UDF        | 234 075        | 28,45     | 24          | 45,28       |
|                | UDF            | 62 795         | 7,63      | 24          | 45,28       |
|                | RPR            | 42 532         | 5,17      | 24          | 45,28       |
|                | Front national | 58 594         | 7,12      | 3           | 5,66        |
|                | Les Verts      | 28 752         | 3,49      |             |             |
|                | LO             | 15 601         | 1,90      |             |             |
| Inscrits       | Inscrits       | Inscrits       | 1 111 058 | 100,00      |             |
| Abstentions    | Abstentions    | Abstentions    | 246 363   | 22,17       |             |
| Votants        | Votants        | Votants        | 864 695   | 77,83       |             |
| Blancs et nuls | Blancs et nuls | Blancs et nuls | 41 846    | 4,84        |             |
| Exprimés       | Exprimés       | Exprimés       | 822 849   | 95,16       |             |

#### Île-de-France
| Partis         | Partis         | Voix           | Voix      | Sièges (197) | Sièges (197) |
| Partis         | Partis         | #              | %         | #            | %            |
| -------------- | -------------- | -------------- | --------- | ------------ | ------------ |
|                | RPR            | 1 155 111      | 26,31     | 89           | 45,18        |
|                | UDF            | 536 480        | 12,22     | 89           | 45,18        |
|                | Divers droite  | 234 420        | 5,34      | 89           | 45,18        |
|                | PS             | 1 257 032      | 28,64     | 85           | 43,15        |
|                | PCF            | 480 369        | 10,94     | 85           | 43,15        |
|                | Divers gauche  | 5 451          | 0,25      | 85           | 43,15        |
|                | Front national | 503 082        | 11,46     | 23           | 11,68        |
|                | Les Verts      | 148 968        | 3,39      |              |              |
|                | LO             | 63 360         | 1,44      |              |              |
| Inscrits       | Inscrits       | Inscrits       | 5 992 648 | 100,00       |              |
| Abstentions    | Abstentions    | Abstentions    | 1 485 585 | 24,79        |              |
| Votants        | Votants        | Votants        | 4 507 063 | 75,21        |              |
| Blancs et nuls | Blancs et nuls | Blancs et nuls | 117 339   | 2,60         |              |
| Exprimés       | Exprimés       | Exprimés       | 4 389 724 | 97,40        |              |

#### Languedoc-Roussillon
| Partis         | Partis         | Voix           | Voix      | Sièges (65) | Sièges (65) |
| Partis         | Partis         | #              | %         | #           | %           |
| -------------- | -------------- | -------------- | --------- | ----------- | ----------- |
|                | PS             | 335 433        | 31,11     | 31          | 47,69       |
|                | PCF            | 159 022        | 14,75     | 31          | 47,69       |
|                | UDF-RPR        | 132 982        | 12,33     | 26          | 40,00       |
|                | UDF            | 125 298        | 11,62     | 26          | 40,00       |
|                | RPR            | 115 690        | 10,73     | 26          | 40,00       |
|                | Divers droite  | 43 856         | 4,07      | 26          | 40,00       |
|                | Front national | 141 790        | 13,15     | 8           | 12,31       |
|                | Les Verts      | 12 947         | 1,20      |             |             |
|                | LO             | 4 110          | 0,38      |             |             |
|                | Divers         | 7 165          | 0,66      |             |             |
| Inscrits       | Inscrits       | Inscrits       | 1 403 899 | 100,00      |             |
| Abstentions    | Abstentions    | Abstentions    | 276 686   | 19,71       |             |
| Votants        | Votants        | Votants        | 1 127 213 | 80,29       |             |
| Blancs et nuls | Blancs et nuls | Blancs et nuls | 48 920    | 4,34        |             |
| Exprimés       | Exprimés       | Exprimés       | 1 078 293 | 95,66       |             |

#### Limousin
| Partis         | Partis         | Voix           | Voix    | Sièges (41) | Sièges (41) |
| Partis         | Partis         | #              | %       | #           | %           |
| -------------- | -------------- | -------------- | ------- | ----------- | ----------- |
|                | PS             | 135 340        | 30,99   | 23          | 56,10       |
|                | PCF            | 85 417         | 19,56   | 23          | 56,10       |
|                | RPR-UDF        | 175 311        | 40,15   | 18          | 43,90       |
|                | Divers droite  | 13 281         | 3,04    | 18          | 43,90       |
|                | Front national | 17 219         | 3,94    |             |             |
|                | Les Verts      | 6 514          | 1,49    |             |             |
|                | LO             | 3 573          | 0,82    |             |             |
| Inscrits       | Inscrits       | Inscrits       | 559 221 | 100,00      |             |
| Abstentions    | Abstentions    | Abstentions    | 98 122  | 17,55       |             |
| Votants        | Votants        | Votants        | 461 099 | 82,45       |             |
| Blancs et nuls | Blancs et nuls | Blancs et nuls | 24 444  | 5,30        |             |
| Exprimés       | Exprimés       | Exprimés       | 436 655 | 94,70       |             |

#### Lorraine
| Partis         | Partis         | Voix           | Voix      | Sièges (73) | Sièges (73) |
| Partis         | Partis         | #              | %         | #           | %           |
| -------------- | -------------- | -------------- | --------- | ----------- | ----------- |
|                | RPR            | 230 866        | 20,42     | 38          | 52,05       |
|                | UDF            | 222 561        | 19,69     | 38          | 52,05       |
|                | UDF-RPR        | 48 035         | 4,25      | 38          | 52,05       |
|                | Divers droite  | 45 011         | 3,98      | 38          | 52,05       |
|                | PS             | 327 295        | 28,95     | 28          | 38,36       |
|                | PCF            | 88 508         | 7,83      | 28          | 38,36       |
|                | Divers gauche  | 10 361         | 0,92      | 28          | 38,36       |
|                | Front national | 118 621        | 10,49     | 7           | 9,59        |
|                | Les Verts      | 28 410         | 2,51      |             |             |
|                | LO             | 10 743         | 0,95      |             |             |
| Inscrits       | Inscrits       | Inscrits       | 1 542 023 | 100,00      |             |
| Abstentions    | Abstentions    | Abstentions    | 352 480   | 22,86       |             |
| Votants        | Votants        | Votants        | 1 189 543 | 77,14       |             |
| Blancs et nuls | Blancs et nuls | Blancs et nuls | 59 132    | 4,97        |             |
| Exprimés       | Exprimés       | Exprimés       | 1 130 411 | 95,03       |             |

#### Midi-Pyrénées
| Partis         | Partis         | Voix           | Voix      | Sièges (87) | Sièges (87) |
| Partis         | Partis         | #              | %         | #           | %           |
| -------------- | -------------- | -------------- | --------- | ----------- | ----------- |
|                | UDF-RPR        | 258 613        | 19,27     | 42          | 48,28       |
|                | Divers droite  | 199 215        | 14,85     | 42          | 48,28       |
|                | RPR            | 77 054         | 5,74      | 42          | 48,28       |
|                | UDF            | 31 774         | 2,37      | 42          | 48,28       |
|                | PS             | 426 832        | 31,81     | 41          | 47,13       |
|                | PCF            | 118 626        | 8,84      | 41          | 47,13       |
|                | Divers gauche  | 112 168        | 8,36      | 41          | 47,13       |
|                | Front national | 86 271         | 6,43      | 3           | 3,45        |
|                | Les Verts      | 19 208         | 1,43      |             |             |
|                | Divers         | 8 519          | 0,63      | 1           | 1,15        |
|                | LO             | 3 564          | 0,27      |             |             |
| Inscrits       | Inscrits       | Inscrits       | 1 715 325 | 100,00      |             |
| Abstentions    | Abstentions    | Abstentions    | 309 228   | 18,03       |             |
| Votants        | Votants        | Votants        | 1 406 097 | 81,97       |             |
| Blancs et nuls | Blancs et nuls | Blancs et nuls | 64 253    | 4,57        |             |
| Exprimés       | Exprimés       | Exprimés       | 1 341 844 | 95,43       |             |

#### Nord-Pas-de-Calais
| Partis         | Partis         | Voix           | Voix      | Sièges (113) | Sièges (113) |
| Partis         | Partis         | #              | %         | #            | %            |
| -------------- | -------------- | -------------- | --------- | ------------ | ------------ |
|                | PS             | 623 696        | 31,52     | 58           | 51,33        |
|                | PCF            | 307 230        | 15,53     | 58           | 51,33        |
|                | RPR            | 391 409        | 19,78     | 43           | 38,05        |
|                | UDF            | 251 874        | 12,73     | 43           | 38,05        |
|                | Divers droite  | 103 112        | 5,21      | 43           | 38,05        |
|                | Front national | 201 931        | 10,20     | 12           | 10,62        |
|                | Les Verts      | 73 002         | 3,69      |              |              |
|                | LO             | 26 559         | 1,34      |              |              |
| Inscrits       | Inscrits       | Inscrits       | 2 599 759 | 100,00       |              |
| Abstentions    | Abstentions    | Abstentions    | 515 674   | 19,84        |              |
| Votants        | Votants        | Votants        | 2 084 085 | 80,16        |              |
| Blancs et nuls | Blancs et nuls | Blancs et nuls | 105 272   | 5,05         |              |
| Exprimés       | Exprimés       | Exprimés       | 1 978 813 | 94,95        |              |

#### Pays de la Loire
| Partis         | Partis         | Voix           | Voix      | Sièges (93) | Sièges (93) |
| Partis         | Partis         | #              | %         | #           | %           |
| -------------- | -------------- | -------------- | --------- | ----------- | ----------- |
|                | UDF-RPR        | 720 608        | 47,30     | 51          | 54,84       |
|                | Divers droite  | 58 578         | 3,85      | 51          | 54,84       |
|                | PS             | 335 090        | 22,00     | 39          | 41,94       |
|                | Divers gauche  | 152 209        | 9,99      | 39          | 41,94       |
|                | PCF            | 104 094        | 6,83      | 39          | 41,94       |
|                | Front national | 83 798         | 5,50      | 3           | 3,23        |
|                | Les Verts      | 45 140         | 2,96      |             |             |
|                | LO             | 23 902         | 1,57      |             |             |
| Inscrits       | Inscrits       | Inscrits       | 2 062 052 | 100,00      |             |
| Abstentions    | Abstentions    | Abstentions    | 446 903   | 21,67       |             |
| Votants        | Votants        | Votants        | 1 615 149 | 78,33       |             |
| Blancs et nuls | Blancs et nuls | Blancs et nuls | 91 730    | 5,68        |             |
| Exprimés       | Exprimés       | Exprimés       | 1 523 419 | 94,32       |             |

#### Picardie
| Liste                 | Liste             | Tour unique | Tour unique | Sièges | Sièges |  |
| Liste                 | Liste             | Voix        | %           | Sièges | Sièges |  |
| --------------------- | ----------------- | ----------- | ----------- | ------ | ------ |  |
|                       | UDF-RPR-CNIP      | 342 835     | 38,10       | 24     |        |  |
|                       | PS                | 277 703     | 30,86       | 18     |        |  |
|                       | PCF               | 124 704     | 13,86       | 8      |        |  |
|                       | FN                | 86 384      | 9,60        | 4      |        |  |
|                       | Picardie86        | 20 260      | 2,25        | 1      |        |  |
|                       | Divers écologiste | 19 203      | 2,13        | 0      |        |  |
|                       | Extrême gauche    | 20 180      | 2,24        | 0      |        |  |
|                       | MRG               | 8 553       | 0,95        | 0      |        |  |
|                       |                   |             |             |        |        |  |
| Inscrits              | Inscrits          | 1 176 539   | 100,00      | 55     |        |  |
| Abstentions           | Abstentions       | 226 749     | 19,27       |        |        |  |
| Votants               | Votants           | 949 790     | 80,73       |        |        |  |
| Blancs et nuls        | Blancs et nuls    | 49 968      | 5,26        |        |        |  |
| Exprimés              | Exprimés          | 899 822     | 94,74       |        |        |  |
| Source : Data.gouv.fr |                   |             |             |        |        |  |

#### Poitou-Charentes
| Partis         | Partis         | Voix           | Voix      | Sièges (53) | Sièges (53) |
| Partis         | Partis         | #              | %         | #           | %           |
| -------------- | -------------- | -------------- | --------- | ----------- | ----------- |
|                | UDF-RPR        | 350 906        | 41,65     | 28          | 52,83       |
|                | Divers droite  | 60 600         | 7,19      | 28          | 52,83       |
|                | PS             | 285 555        | 33,90     | 24          | 45,28       |
|                | PCF            | 75 803         | 9,00      | 24          | 45,28       |
|                | Divers gauche  | 5 560          | 0,66      | 24          | 45,28       |
|                | Front national | 47 410         | 5,63      | 1           | 1,89        |
|                | Les Verts      | 60 151         | 8,06      |             |             |
|                | LO             | 16 621         | 1,97      |             |             |
| Inscrits       | Inscrits       | Inscrits       | 1 147 497 | 100,00      |             |
| Abstentions    | Abstentions    | Abstentions    | 256 635   | 22,36       |             |
| Votants        | Votants        | Votants        | 890 862   | 77,64       |             |
| Blancs et nuls | Blancs et nuls | Blancs et nuls | 48 407    | 5,43        |             |
| Exprimés       | Exprimés       | Exprimés       | 842 455   | 94,57       |             |

#### Provence-Alpes-Côte d'Azur
| Partis         | Partis         | Voix           | Voix      | Sièges (117) | Sièges (117) |
| Partis         | Partis         | #              | %         | #            | %            |
| -------------- | -------------- | -------------- | --------- | ------------ | ------------ |
|                | UDF            | 321 825        | 15,75     | 47           | 40,17        |
|                | UDF-RPR        | 310 266        | 15,18     | 47           | 40,17        |
|                | RPR            | 131 808        | 6,45      | 47           | 40,17        |
|                | Divers droite  | 35 027         | 1,71      | 47           | 40,17        |
|                | PS             | 507 551        | 24,84     | 45           | 38,46        |
|                | PCF            | 246 836        | 12,08     | 45           | 38,46        |
|                | Divers gauche  | 20 153         | 0,99      | 45           | 38,46        |
|                | Front national | 411 020        | 20,12     | 25           | 21,37        |
|                | Les Verts      | 50 290         | 2,46      |              |              |
|                | LO             | 5 722          | 0,28      |              |              |
|                | Divers         | 2 781          | 0,14      |              |              |
| Inscrits       | Inscrits       | Inscrits       | 2 715 484 | 100,00       |              |
| Abstentions    | Abstentions    | Abstentions    | 597 363   | 22,00        |              |
| Votants        | Votants        | Votants        | 2 118 121 | 78,00        |              |
| Blancs et nuls | Blancs et nuls | Blancs et nuls | 74 842    | 3,53         |              |
| Exprimés       | Exprimés       | Exprimés       | 2 043 279 | 96,47        |              |

#### Rhône-Alpes
| Partis         | Partis                       | Voix           | Voix      | Sièges (151) | Sièges (151) |
| Partis         | Partis                       | #              | %         | #            | %            |
| -------------- | ---------------------------- | -------------- | --------- | ------------ | ------------ |
|                | UDF-RPR                      | 424 866        | 17,84     | 76           | 50,33        |
|                | UDF                          | 324 697        | 13,63     | 76           | 50,33        |
|                | RPR                          | 248 284        | 10,42     | 76           | 50,33        |
|                | Divers droite                | 85 673         | 3,60      | 76           | 50,33        |
|                | PS                           | 685 678        | 28,78     | 61           | 40,40        |
|                | PCF                          | 207 262        | 8,70      | 61           | 40,40        |
|                | Divers gauche                | 32 176         | 1,35      | 61           | 40,40        |
|                | Front national               | 258 114        | 10,84     | 14           | 9,27         |
|                | Les Verts-Divers écologistes | 78 024         | 3,28      |              |              |
|                | Divers                       | 20 473         | 0,86      |              |              |
|                | LO                           | 16 839         | 0,71      |              |              |
| Inscrits       | Inscrits                     | Inscrits       | 3 221 201 | 100,00       |              |
| Abstentions    | Abstentions                  | Abstentions    | 744 131   | 23,10        |              |
| Votants        | Votants                      | Votants        | 2 477 070 | 76,90        |              |
| Blancs et nuls | Blancs et nuls               | Blancs et nuls | 94 984    | 3,83         |              |
| Exprimés       | Exprimés                     | Exprimés       | 2 382 086 | 96,17        |              |

### Outre-mer

#### Guadeloupe
La FGPS et le PCG forme une coalition pour diriger la région.
| Tête de liste  | Tête de liste          | Liste          | Unique tour | Unique tour | Sièges | Sièges |
| Tête de liste  | Tête de liste          | Liste          | #           | %           | #      | %      |
| -------------- | ---------------------- | -------------- | ----------- | ----------- | ------ | ------ |
|                | Lucette Michaux-Chevry | DVD-RPR        |             | 34,09       | 14     | 34,15  |
|                | Dominique Larifla      | FGPS           |             | 27,85       | 12     | 29,27  |
|                | Jérôme Cléry           | PCG            |             | 23,78       | 10     | 24,39  |
|                | José Moustache         | RPR diss.      |             | 11,52       | 5      | 12,19  |
|                | Gérard Sené            | CO             |             | 2,34        | -      | -      |
|                | Laurent Farrugia       | Auto.          |             | 1,41        | -      | -      |
|                |                        |                |             |             |        |        |
| Inscrits       | Inscrits               | Inscrits       |             | 100,00      |        |        |
| Abstentions    | Abstentions            | Abstentions    |             | ,           |        |        |
| Votants        | Votants                | Votants        |             | ,           |        |        |
| Blancs et nuls | Blancs et nuls         | Blancs et nuls |             | ,           |        |        |
| Exprimés       | Exprimés               | Exprimés       |             | ,           |        |        |

#### Guyane
| Partis         | Partis           | Voix           | Voix  | Sièges (31) | Sièges (31) |
| Partis         | Partis           | #              | %     | #           | %           |
| -------------- | ---------------- | -------------- | ----- | ----------- | ----------- |
|                | PSG              |                | 42,13 | 19          | 61,29       |
|                | DVG              |                | 11,98 | 19          | 61,29       |
|                | RPR              |                | 27,14 | 12          | 38,71       |
|                | UDF              |                | 8,73  | 12          | 38,71       |
|                | DVD              |                | 3,08  | 12          | 38,71       |
|                | Front national   |                | 3,59  |             |             |
|                | Indépendantistes |                | 3,35  |             |             |
|                |                  |                |       |             |             |
| Inscrits       | Inscrits         | Inscrits       |       | 100,00      |             |
| Abstentions    | Abstentions      | Abstentions    |       | ,           |             |
| Votants        | Votants          | Votants        |       | ,           |             |
| Blancs et nuls | Blancs et nuls   | Blancs et nuls |       | ,           |             |
| Exprimés       | Exprimés         | Exprimés       |       | ,           |             |

#### Martinique
| Tête de liste  | Tête de liste            | Liste           | Unique tour | Unique tour | Sièges | Sièges |
| Tête de liste  | Tête de liste            | Liste           | #           | %           | #      | %      |
| -------------- | ------------------------ | --------------- | ----------- | ----------- | ------ | ------ |
|                | Aimé Césaire             | PPM-FSM-PCM-DVG | 50 566      | 44,93       | 21     | 51,22  |
|                | Pierre Petit             | RPR             | 27 573      | 24,50       | 11     | 26,83  |
|                | Michel Laventure         | UDF-RPR diss.   | 23 087      | 20,51       | 9      | 21,95  |
|                | Alfred Marie-Jeanne      | MIM             | 5 466       | 4,86        |        |        |
|                | Ghislaine Joachim-Arnaud | CO              | 2 428       | 2,16        |        |        |
|                | Emmanuel Argo            | DVD             | 1 568       | 1,40        |        |        |
|                | Gilbert Pago             | GRS             | 1 106       | 0,98        |        |        |
|                | Maurice Tailame          | DVD             | 747         | 0,66        |        |        |
|                |                          |                 |             |             |        |        |
| Inscrits       | Inscrits                 | Inscrits        | 202 232     | 100,00      |        |        |
| Abstentions    | Abstentions              | Abstentions     | 79 907      | 39,51       |        |        |
| Votants        | Votants                  | Votants         | 122 325     | 60,49       |        |        |
| Blancs et nuls | Blancs et nuls           | Blancs et nuls  | 9 784       | 8,00        |        |        |
| Exprimés       | Exprimés                 | Exprimés        | 112 541     | 92,00       |        |        |

#### La Réunion
| Partis         | Partis         | Voix           | Voix  | Sièges (45) | Sièges (45) |
| Partis         | Partis         | #              | %     | #           | %           |
| -------------- | -------------- | -------------- | ----- | ----------- | ----------- |
|                | RPR-UDF        |                | 36,78 | 26          | 57,78       |
|                | DVD            |                | 17,26 | 26          | 57,78       |
|                | DVD            |                | 1,43  | 26          | 57,78       |
|                | PCR            |                | 28,19 | 19          | 42,22       |
|                | PS             |                | 14,09 | 19          | 42,22       |
|                | FN             |                | 2,24  |             |             |
|                |                |                |       |             |             |
| Inscrits       | Inscrits       | Inscrits       |       | 100,00      |             |
| Abstentions    | Abstentions    | Abstentions    |       | ,           |             |
| Votants        | Votants        | Votants        |       | ,           |             |
| Blancs et nuls | Blancs et nuls | Blancs et nuls |       | ,           |             |
| Exprimés       | Exprimés       | Exprimés       |       | ,           |             |

## Liste des présidents de région après les élections
- Alsace : Marcel Rudloff (UDF-CDS)
- Aquitaine : Jacques Chaban-Delmas (RPR)
  - Jean François-Poncet
  - Jean Tavernier
- Auvergne : Valéry Giscard d'Estaing (UDF-PR)
- Basse-Normandie : René Garrec (UDF-PR)
- Bourgogne : Raymond Janot (UDF-PR)
- Bretagne : Yvon Bourges (RPR)
- Centre : Maurice Dousset (UDF-PR)
- Champagne-Ardenne : Bernard Stasi (UDF-CDS)
  - Jean Kaltenbach (RPR)
- Corse : Jean-Paul de Rocca Serra (RPR)
- Franche-Comté : Pierre Chantelat (UDF-Parti Radical)
- Guadeloupe : Félix Proto (PS)
- Guyane : Georges Othily ()
- Haute-Normandie : Roger Fossé (RPR)
- Île-de-France : Michel Giraud (RPR)
  - Pierre-Charles Krieg (RPR)
- Languedoc-Roussillon : Jacques Blanc (UDF-PR)
- Limousin : Robert Savy (PS)
- Lorraine : Jean-Marie Rausch (UDF-CDS)
- Martinique : Camille Darsières (PPM)
- Midi-Pyrénées : Dominique Baudis (UDF-CDS)
  - Marc Censi (UDF-PR)
- Nord-Pas-de-Calais : Noël Josèphe (PS)
- Pays de la Loire : Olivier Guichard (RPR)
- Picardie : Charles Baur (UDF-PSD)
- Poitou-Charentes : Louis Fruchard (UDF-CDS)
  - Jean-Pierre Raffarin (UDF-CDS)
- Provence-Alpes-Côte d'Azur : Jean-Claude Gaudin (UDF-PR)
- Réunion : Pierre Lagourgue ()
- Rhône-Alpes : Charles Béraudier (UDF-CDS)
  - Charles Millon (UDF-PR)